# ジェフ・ニール
ジェフ・ニール（Geoff Neal、1990年8月28日 - ）は、アメリカ合衆国の男性総合格闘家。テキサス州オースティン出身。フォルティスMMA所属。UFC世界ウェルター級ランキング12位。

## 来歴
テキサス州オースティンで生まれ、大学ではアメリカンフットボール部に所属する。しかし、練習方針を好まなかったことがきっかけでアメリカンフットボール部を辞め、総合格闘技のトレーニングを開始した。
2012年8月25日、プロ総合格闘技デビュー。ローカル大会で9戦7勝の記録を残す。
2017年7月25日、Dana White's Contender Series 3でチェイス・ウォルドンと対戦し、パウンドで1RTKO勝ち。この勝利により、UFCとの契約権を獲得した。

### UFC
2018年2月18日、UFC初参戦となったUFC Fight Night: Cowboy vs. Medeirosでブライアン・カモージと対戦し、リアネイキドチョークで1R一本勝ち。
2019年7月27日、UFC 240でニコ・プライスと対戦し、パウンドで2RTKO勝ち。パフォーマンス・オブ・ザ・ナイトを受賞した。
2020年12月19日、UFC Fight Night: Thompson vs. Nealでウェルター級ランキング5位のスティーブン・トンプソンと対戦し、0-3の5R判定負け。
2021年5月7日、UFC on ESPN: Rodriguez vs. Watersonでウェルター級ランキング9位のニール・マグニーと対戦し、0-3の判定負け。
2021年12月11日、UFC 269でウェルター級ランキング14位のサンチアゴ・ポンジニッビオと対戦し、2-1の判定勝ち。
2022年8月6日、UFC on ESPN: Santos vs. Hillでウェルター級ランキング6位のビセンテ・ルケと対戦。3Rに左ストレートでぐらつかせ、左アッパー連打から左ストレートでKO勝ち。パフォーマンス・オブ・ザ・ナイトを受賞した。
2023年3月4日、UFC 285でウェルター級ランキング9位のシャフカト・ラフモノフと対戦し、リアネイキドチョークで3R一本負け。ファイト・オブ・ザ・ナイトを受賞した。
2024年2月17日、UFC 298でウェルター級ランキング10位のイアン・ギャリーと対戦し、1-2の判定負け。
2025年8月16日、UFC 319でウェルター級ランキング12位のカルロス・プラチスと対戦し、1R終了時に左スピニングバックエルボーでKO負け。

## 人物・エピソード
- 格闘技と並行してウェイターやバーテンダーとして働いている[14]。

## 犯罪・トラブル
2021年11月25日、テキサス州コリン郡にて飲酒運転と銃器の不法所持の罪で逮捕され、2000ドルを支払い保釈された。

## 戦績
| 総合格闘技 戦績 | 総合格闘技 戦績 | 総合格闘技 戦績 | 総合格闘技 戦績 | 総合格闘技 戦績 | 総合格闘技 戦績 | 総合格闘技 戦績 |
| --------------- | --------------- | --------------- | --------------- | --------------- | --------------- | --------------- |
| 23 試合         | (T)KO           | 一本            | 判定            | その他          | 引き分け        | 無効試合        |
| 16 勝           | 10              | 2               | 4               | 0               | 0               | 0               |
| 7 敗            | 2               | 2               | 3               | 0               | 0               | 0               |

| 勝敗 | 対戦相手                     | 試合結果                                 | 大会名                                               | 開催年月日     |
| ×    | カルロス・プラチス           | 1R 4:59 KO（左スピニングバックエルボー） | UFC 319: du Plessis vs. Chimaev                      | 2025年8月16日  |
| ○    | ハファエル・ドス・アンジョス | 1R 1:30 TKO（左膝の負傷）                | UFC 308: Topuria vs. Holloway                        | 2024年10月26日 |
| ×    | イアン・ギャリー             | 5分3R終了 判定1-2                        | UFC 298: Volkanovski vs. Topuria                     | 2024年2月17日  |
| ×    | シャフカト・ラフモノフ       | 3R 4:17 リアネイキドチョーク             | UFC 285: Jones vs. Gane                              | 2023年3月4日   |
| ○    | ビセンテ・ルケ               | 3R 2:01 KO（左ストレート）               | UFC on ESPN 40: Santos vs. Hill                      | 2022年8月6日   |
| ○    | サンチアゴ・ポンジニッビオ   | 5分3R終了 判定2-1                        | UFC 269: Oliveira vs. Poirier                        | 2021年12月11日 |
| ×    | ニール・マグニー             | 5分3R終了 判定0-3                        | UFC on ESPN 24: Rodriguez vs. Waterson               | 2021年5月8日   |
| ×    | スティーブン・トンプソン     | 5分5R終了 判定0-3                        | UFC Fight Night: Thompson vs. Neal                   | 2020年12月19日 |
| ○    | マイク・ペリー               | 1R 1:30 TKO（左フック→パウンド）         | UFC 245: Usman vs. Covington                         | 2019年12月14日 |
| ○    | ニコ・プライス               | 2R 2:39 TKO（パウンド）                  | UFC 240: Holloway vs. Edgar                          | 2019年7月27日  |
| ○    | ベラル・ムハマッド           | 5分3R終了 判定3-0                        | UFC Fight Night: Cejudo vs. Dillashaw                | 2019年1月19日  |
| ○    | フランク・カマチョ           | 2R 1:23 KO（左ハイキック）               | UFC 228: Woodley vs. Till                            | 2018年9月8日   |
| ○    | ブライアン・カモージ         | 1R 2:48 ブルドッグチョーク               | UFC Fight Night: Cowboy vs. Medeiros                 | 2018年2月18日  |
| ○    | チェイス・ウォルドン         | 1R 1:56 TKO（パウンド）                  | Dana White's Contender Series 3                      | 2017年7月25日  |
| ○    | ビラル・ウィリアムズ         | 1R 4:43 TKO（パンチ連打）                | LFA 16                                               | 2017年7月14日  |
| ×    | ケビン・ホランド             | 3R 3:50 TKO（パンチ連打）                | Xtreme Knockout 34 【XKOウェルター級タイトルマッチ】 | 2017年1月28日  |
| ○    | タイ・フローレス             | 1R 3:58 TKO（パンチ連打）                | Rumble Time Promotions                               | 2015年10月23日 |
| ○    | チャーリー・オンティベロス   | 2R 5:00 TKO（棄権）                      | Legacy FC 37                                         | 2014年11月14日 |
| ○    | クリストファー・アンソニー   | 5分3R終了 判定3-0                        | Legacy FC 32                                         | 2014年6月20日  |
| ○    | アルマンド・セルヴァン       | 3分3R終了 判定3-0                        | Xtreme Knockout 19                                   | 2013年8月17日  |
| ×    | マーティン・サノ             | 3R 1:25 リアネイキドチョーク             | 24/7 Entertainment 9                                 | 2013年4月19日  |
| ○    | ザック・ボード               | 2R 1:46 TKO（パンチ連打）                | Xtreme Knockout 17                                   | 2013年1月12日  |
| ○    | デイビット・マカフィー       | 1R 2:15 リアネイキドチョーク             | Xtreme Combar Productions: Blood & Glory             | 2012年8月25日  |

## 表彰
- UFC パフォーマンス・オブ・ザ・ナイト（2回）
- UFC ファイト・オブ・ザ・ナイト（1回）